# Hlin

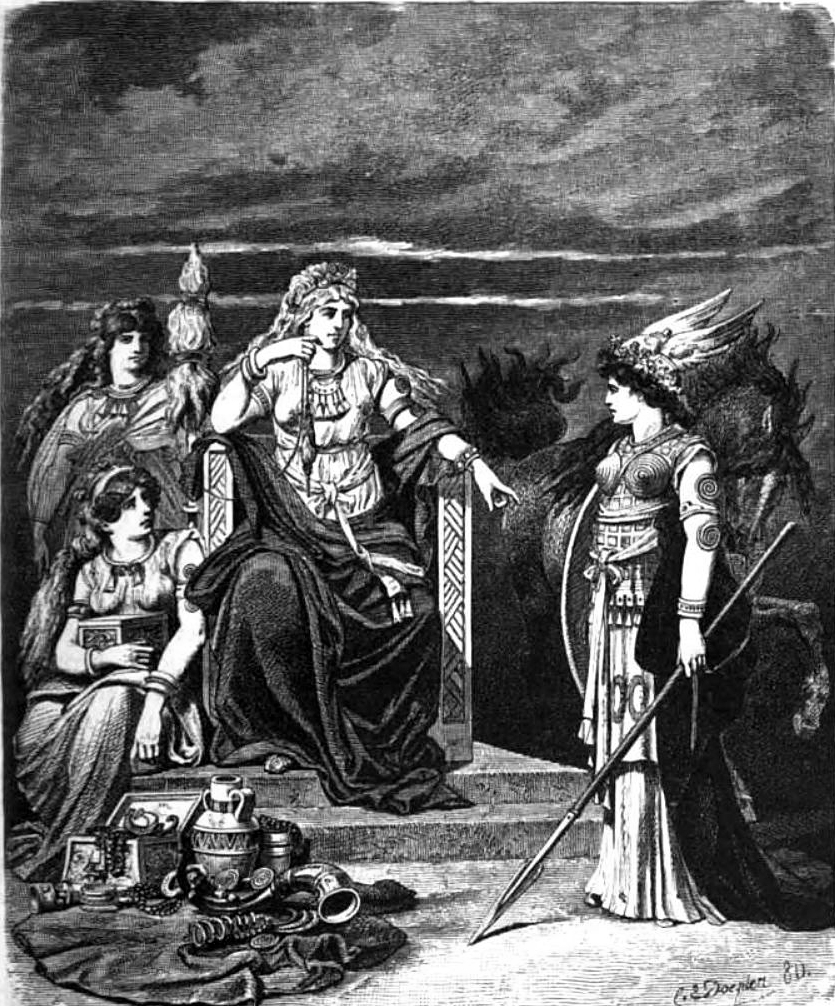
"Frigg et ses servantes" (1882) de Carl Emil Doepler.

Dans la mythologie nordique, Hlin est l'une des cinq suivantes de Frigg, en compagnie de Fulla, Lofn, Snotra et Gnaa, vivant à Ásgard.
Son nom signifie La Protectrice et viendrait du fait que Frigg lui aurait attribué le devoir de protéger les hommes, de consoler les mortels et de sécher les larmes des personnes en deuil... Même si elle s'occupe plus particulièrement des favoris de sa « maîtresse ».
Son autre fonction est d'écouter toutes les prières et d'en référer à Frigg.
Il parait même qu'elle conseillerait cette dernière quant à la façon d'y répondre.
Elle est également souvent envoyée en tant qu'émissaire auprès des personnes en danger. Comme dans la vision de Sibyl, où elle indique qu'elle souffrira une deuxième tragédie avec la perte d'Odin par le loup Fenrir. Et dans l'Edda poétique, Hlin est mentionnée quand l'épouse d'Odin souffre de la perte son fils, Baldr.
D’après la Völuspá, Hlin ne serait qu'un des nombreux noms donnés à la déesse Frigg elle-même. 